# Carnival Freedom
Die Carnival Freedom (dt. Freiheit) ist ein Post-Panamax-Kreuzfahrtschiff der amerikanischen Reederei Carnival Cruise Line. Sie wurde als 22. Neubauprojekt der Flotte und letztes Schiff der Conquest-Klasse in Dienst gestellt.

## Geschichte

### Bau und Indienststellung
Am 1. Oktober 2004 bestellte der amerikanische Tourismuskonzern Carnival Corporation & plc das fünfte und damit letzte Kreuzfahrtschiff der Conquest-Klasse. Die Carnival Freedom ist das einzige Schiff dieser Baureihe, das auf der Fincantieri-Werft in Marghera bei Venedig entstand. Nach Fertigstellung und der Übergabe am 27. Februar 2007 wurde das Schiff am 4. März 2007 in Venedig von der Schauspielerin Kathy Ireland getauft. Am 5. März 2007 lief die Carnival Freedom zu ihrer Jungfernfahrt aus.

### Einsatz
Nach der Indienststellung wurde die Carnival Freedom während der Sommermonate von ihrem europäischen Basishafen Civitavecchia im westlichen und östlichen Mittelmeer eingesetzt. Im Herbst und Winter befuhr das Schiff die karibische See von den Basishäfen Miami und Fort Lauderdale.
In den folgenden Jahren wurde die Carnival Freedom ganzjährig in die Karibik verlegt.
Auf einer achttägigen Kreuzfahrt während der COVID-19-Pandemie im Dezember 2021 wurde dem Schiff wegen eines COVID-19-Ausbruchs an Bord der Anlauf der Häfen von Bonaire und Aruba untersagt.

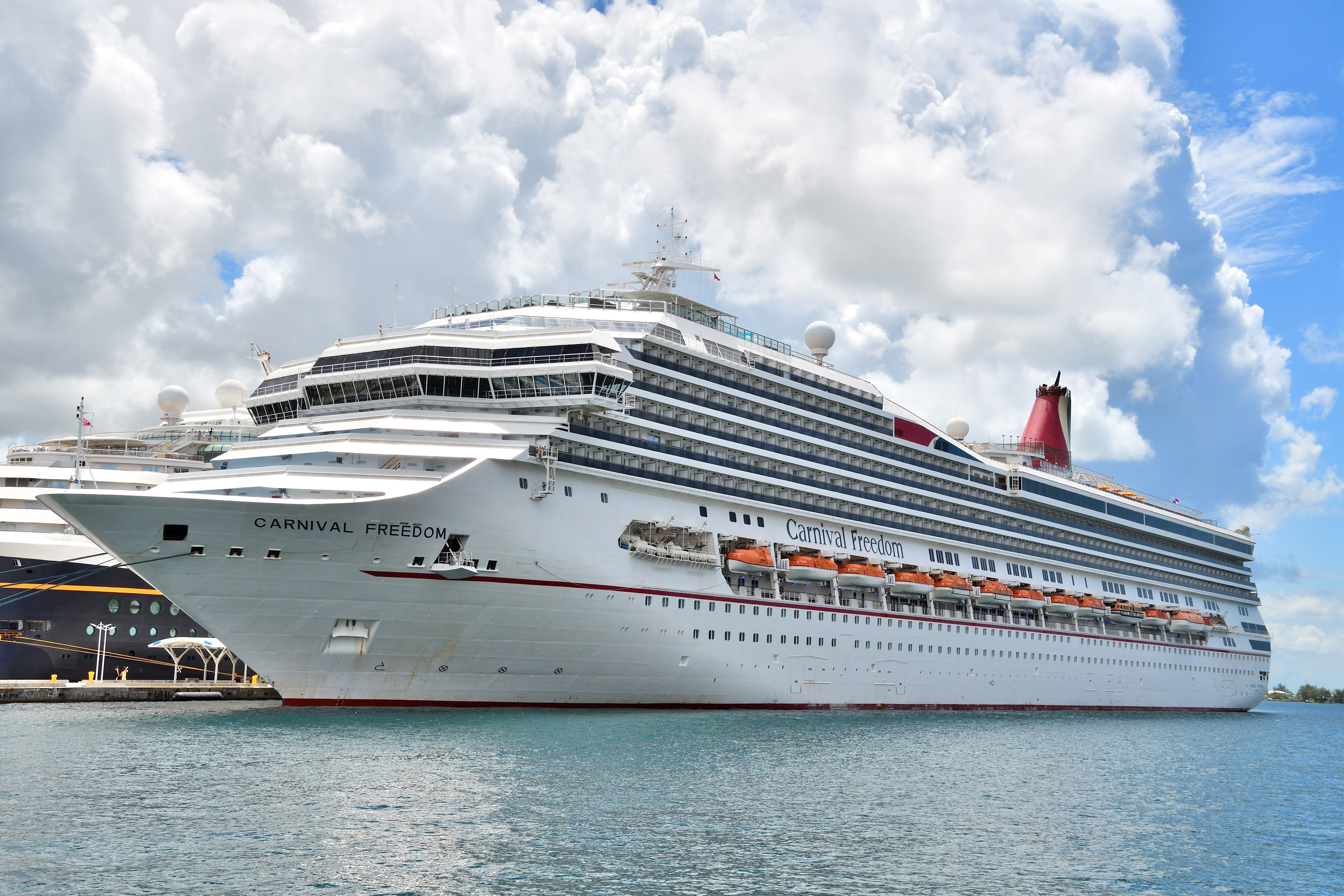
Das Schiff nach dem Brand

Am 26. Mai 2022 wurde der Schornstein des Schiffes in Grand Turk durch ein Feuer beschädigt. Anschließend begann in Grand Turk die Reparatur, welche bei Grand Bahama Shipyard in Freeport fortgesetzt wurden. Zwei Wochen später, am 11. Juni 2022, nahm das Schiff den Betrieb wieder auf. Das Schiff war in den folgenden Monaten ohne den markanten Schornstein unterwegs. Diesen erhielt es im Oktober bei einem Werftaufenthalt bei Navantia in Cádiz zurück. Ebenso erhielt das Schiff einen blauen Rumpf, das neue Farbschema der Reederei.
Am 23. März 2024 wurde der Schornstein in den Bahamas erneut bei einem Feuer beschädigt.

## Kabinen und Bordeinrichtungen
Wie alle Schiffe der Reederei wurde auch die Carnival Freedom zu großen Teilen von Joseph Farcus entworfen und gestaltet. Das Thema des Schiffes wird als „Zeitreise durch die Jahrhunderte“ umschrieben. Das Schiff verfügt über 1.487 Kabinen, davon 52 Suiten. Der Anteil der Außenkabinen liegt bei etwa 62 %.
Im Rahmen regelmäßiger Modernisierungen wurde das Schiff auch mit dem „Seaside Theater“ ausgestattet, einem knapp 25 Quadratmeter großen LED-Bildschirm. Er befindet sich auf dem Pooldeck und wird genutzt um Filme, Bordveranstaltungen und diverse Informationen zu übertragen.